# طبق كاي يانغ
طبق كاي يونغ لانغ ويعني «الدجاج المشوي»، بالأصل هو طبق لقومية لاو، نشأ في منطقة لاوس، ثم انتشر بكافة أرجاء تايلاند.

على الرغم من انتشاره وشهرتة في كافة مطاعم وأسواق الشوارع في تايلاند إلا أنه طبقاً نموذجاً من لأوس. يُقدم الدجاج المشوي مع سلطة البابايا الخضراء والأرز اللزج. يمكن تقديمة مع الخضار النيئة مع أمكانية التغميس في صلصة حارة مثل جايو بونغ اللاوسية. وبسبب عدد المسلمين الذي لا يستهان به في تايلاند فهناك العديد من الأطباق يشتهر بها المسلمين من ضمنها كاي يانغ والتي تصنف على أنها أطباق ماليزية وليست من لأوس.

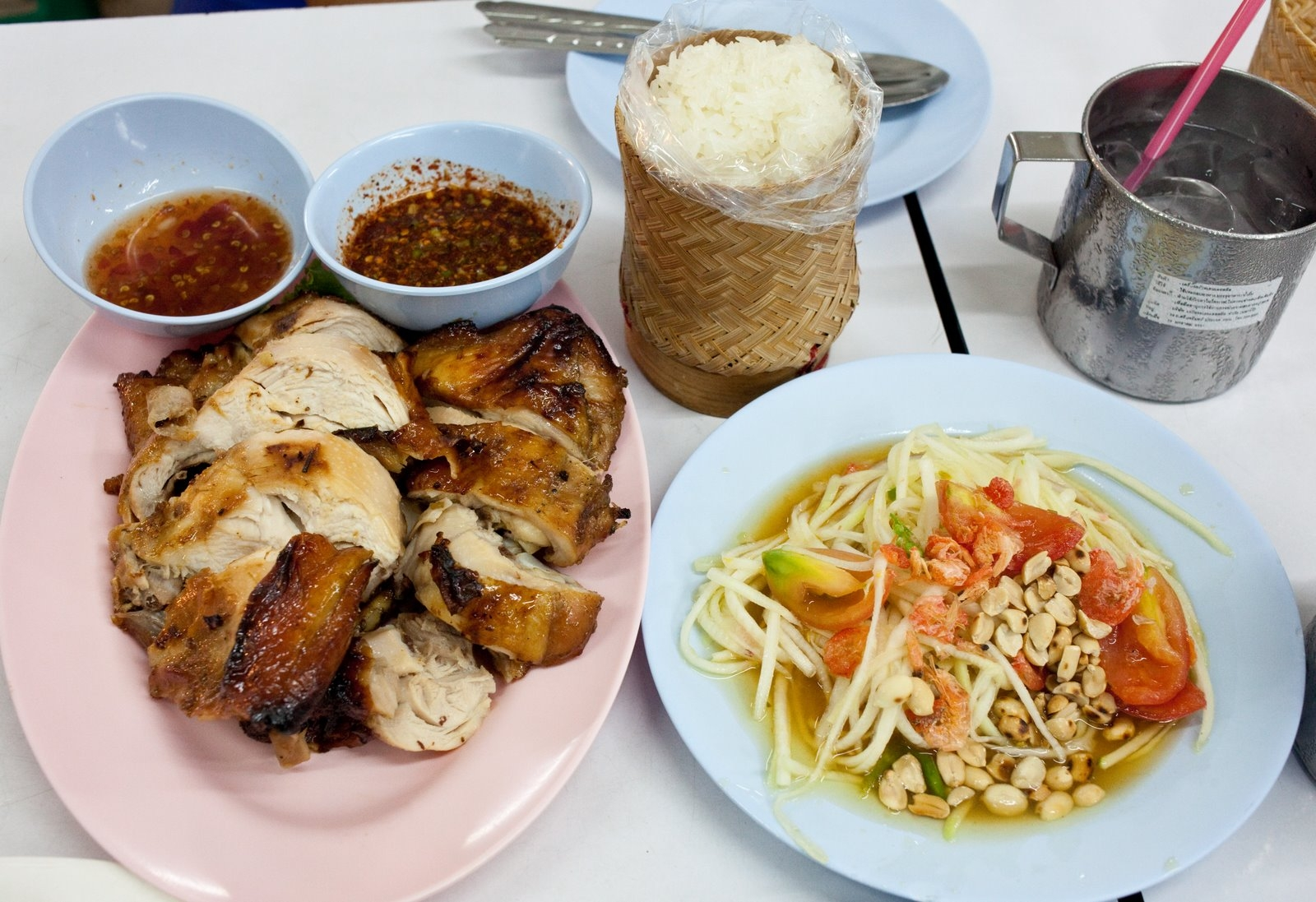
مائدة من أطباق سوم تام وخاو نياو وكاي يانغ في مطعم على طراز إيسان في بانكوك ، تايلاند.

## التسمية
اسم الطبق من لأوس بالأصل  pīng kai ປີ້ງ ໄກ່) ويعني "الدجاج المشوي"، ويسمى أيضاً بطبق الدجاج المشوي اللاوسي. هذا على الرغم من الجدل الدائر حول التسمية وإن أصلها تايلاندي بسبب وجود ปิ้ง ไก่ (بينغ كاي) والتي تتضمن حروف من تايلاند، ولكن لا شك أنه طبق من لأوس. مع هذا فقد انتشر في كافة المطاعم التايلاندية وتكاد لا تخلو قائمة طعام في مطعم تايلاندي من طبق كاي يانغ او الدجاج المشوي.

## المكونات وطريقة التحضير
يتم في الغالب تقطيع الدجاج إلى نصفين وتجهز بشكل مسطح. لا بد من نقع الدجاج بمرقة تحضر من ماء يضأف له الملح وصلصة السمك والثوم والكركم وجذر الكزبرة والفلفل الأبيض، قبل الشوي على نار فحم خفيفة لمدة طويلة حتى تنضج.